# Simalia
Simalia es un género de serpientes de la familia Pythonidae. Sus especies se distribuyen por Australia, Nueva Guinea y la Wallacea.

## Especies
Se reconocen las 7 especies siguientes:
- Simalia amethistina (Schneider, 1801) - Pitón amatista
- Simalia boeleni (Brongersma, 1953) - Pitón de Boelen
- Simalia clastolepis (Harvey, Barker, Ammerman & Chippindale, 2000)
- Simalia kinghorni (Stull, 1933)
- Simalia nauta (Harvey, Barker, Ammerman & Chippindale, 2000)
- Simalia oenpelliensis (Gow, 1977)
- Simalia tracyae (Harvey, Barker, Ammerman & Chippindale, 2000)